# 武庙镇
武庙镇，原为武庙乡，是中华人民共和国四川省资阳市简阳市下辖的一个乡镇级行政单位。2019年12月，撤乡设镇，武庙镇人民政府驻同新路7号。

## 行政区划
武庙镇下辖以下地区：
新庙村、中坝村、竹元村、五一村、武庙村、瓦窑村、红庙子村、青山村、五龙村、团堡村、烂田村、付夕村、石庙村和龙洞水村。